# Kostel svaté Kateřiny Alexandrijské (Kremnica)
Kostel svaté Kateřiny Alexandrijské se nachází přímo v centru slovenské Kremnice jako ústřední stavba a dominanta městského hradního komplexu. Jedná se o dvoulodní pozdně gotický kostel s mohutnou a vysokou věží. Je opevněn dvojitou gotickou hradbou s bránou a třemi baštami. Na jižní straně opevnění se dodnes dochovaly zbytky staré radnice. Hradní kostel sloužil jako hlavní farní kostel až do konce 14. století. Je zasvěcen svaté Kateřině Alexandrijské.

## Areál
Městský hrad představuje velmi zajímavý a osobitý typ obranné stavby, kterou na rozdíl od většiny hradů na Slovensku nestavěl panovník ani místní feudálové. Stavbu městského hradu pravděpodobně realizovali měšťané výhradně pro potřeby správy a obrany svého města. Byli jeho vlastníky, podobně jako tomu bylo v italských městských státech.
Opevnění městského hradu Kremnica je nejstarším dochovaným opevněním mezi známými slovenskými městskými hrady. Na Slovensku mají všechny městské hrady společnou základní charakteristiku. Jedná se o samostatně stojící centrální stavbu kostela (obvykle s karnerem v jeho blízkosti) obehnanou obvodovou hradbou (v Kremnici vznikl již v průběhu 14. století složitější systém se dvěma paralelními liniemi hradeb), která zahrnuje všechny důležité prvky městského hradu (bašty, vstupní brány, fara, případně radnice).
Nejstarší období vývoje městského hradu je spojeno s výstavbou původního kostela s nedalekým karnerem svatého Ondřeje. Nedílnou součástí hradní soustavy byly obranné a částečně obytné budovy hranolových věží (severní a jižní schodišťová vstupní věž. Na západní straně tzv. malá neboli hodinová věž), na východní straně obranná půlkruhová věž (tzv. Hornická bašta). Radnice byla postavena jako reprezentativní objekt věžového paláce.

## Karner svatého Ondřeje
Karner (kaple s kostnicí) je považován za nejstarší dochovanou stavbu v areálu městského hradu. Je postaven na kruhovém půdorysu, jeho spodní část sloužila jako kostnice a horní část fungovala jako kaple. Původně byla kaple zasvěcena svatému Michalovi, později v roce 1430 svatému Ondřejovi. Na patronát svatého Ondřeje mohla poukazovat i písmena v obloukovém svorníku pod hornickými kladívky.
Zaklenutí prostoru kostnice šestidílnou klenbou s hranolovými žebry jen vzdáleně připomíná složitější klenbu karneru na Starém hradě v Banské Štiavnici. Na základě výše uvedené analogie bývá kremnický karner datován do první poloviny 13. století. Jednoduchý tvar hranolového žebra však může souviset pouze s utilitární funkcí méně významného prostoru kostnice.
Do kaple karneru vede gotický vstupní portál, který je stavebně organicky propojen s jednoduše profilovaným soklem kostnice. Spolu s kružbami okenních otvorů a profilací klenby kaple ji lze spolehlivě datovat do doby před polovinou 14. století, tedy do období intenzivní stavební činnosti při výstavbě městského hradu.
Obvodové zdi karneru se navíc zdají být primárně provázány se zdmi severní věže a vnitřní hradní linií. V interiéru kaple je zachován prostor pro dnes již neexistující oltářní stůl s dvojicí bočních obdélníkových pastoforií na obvodové straně.
Stěny kaple zdobí gotické malby s výjevy ze života svatého Erasma.
Během reformace sloužila kaple jako zbrojnice, jako církevní stavba začala opět fungovat až v roce 1715.

## Historie

### 13.-14. století
Nejstarší období stavebního vývoje kostela svaté Kateřiny je poměrně nejasné. Starší historická literatura situuje stavbu sídla komorského grófa (zástupce krále) na místo dnešní sakrální stavby. Teprve založení města v pravém slova smyslu uherským panovníkem Karlem Róbertem z Anjou v roce 1328 (výsadní listina s privilegiem volby vlastní samosprávy a soudní autonomie) mohlo být prvotním impulsem k započetí tak rozsáhlé stavební činnosti, jakou byla promyšlená výstavba městského hradu s kostelem. Po tomto datu vznikl nejpozději v průběhu 14. století pozoruhodný hradní komplex s vnějším a vnitřním hradním okruhem. Literatura obecně klade vznik hradního kostela před rok 1400, do 13. nebo 14. století. Nejpozději ve 2. polovině 14. století bylo postaveno vnější zdivo dnešního polygonálního presbytáře s dochovanými detaily (válcový opěrák starší klenby s konzolou a patkou, zazděný portál původního vstupu do sakristie). Presbytář je nejstarší částí hradního kostela.

### 14. století – 1. polovina 15. století
Původní kostel na hradním kopci byl přestavěn na počátku 15. století. V poslední době se někteří badatelé přiklánějí k názoru, že v lodi dnešního kostela je třeba hledat původní románskou, pravděpodobně bazilikální stavbu, z níž se pravděpodobně dochovalo obvodové zdivo. Tato první sakrální stavba měla dvojité opevnění, které bylo vybudováno v průběhu 14. století.
Pro dnešní podobu interiéru byla důležitá poměrně spolehlivě datovatelná přestavba z doby kolem roku 1400. Původní koncepce interiéru se vložením středního arkádového pásu s dvojicí pilířů změnila na dvoulodní.
Dnešní dvoulodní kremnický hradní kostel, stejně jako samotná kamenická práce, vykazuje vliv mistra Michaela Chnaba, který na konci 14. století vedl svatoštěpánskou stavební huť ve Vídni. Byl to právě kremnický kamenický mistr Ondřej, který v letech 1404–1427 pracoval na stavbě svatoštěpánského dómu ve Vídni a který se možná podílel i na obnově hradního kostela v Kremnici.

### 2. polovina 15. století
V průběhu 2. poloviny 15. století, v poklidném období vlády Matyáše Korvína (tedy v době, kdy nehrozilo žádné bezprostřední nebezpečí), byla půlkruhová východní bašta stavebně upravena na polygonální presbytář nové kaple Narození Panny Marie. V 80. letech 15. století byly na hradním kostele opět provedeny rozsáhlé práce (vstupní portál a předsíň, jihovýchodní kaple, zaklenutí presbytáře, zaklenutí jihovýchodní oratoře).
Svatyně byla k lodi přistavěna později, kolem roku 1480. Při její stavbě byly použity tehdy velmi oblíbené dekorativní iluzivní prvky, které se projevily v klenbě, v křížení patek a žeber a ve figurálních detailech. Byl postaven ve formách charakteristických pro celé Podunají, které byly na svou dobu náročné. Nová svatyně a starší loď byly vysvěceny v roce 1488. Tehdy bylo také změněno jméno patrona kostela, svatého Michala (zmínka o vysvěcení kostela svatého Michala pochází z roku 1423), na svatou Kateřinu, patronku horníků. První zmínka o kostele pod jménem svaté Kateřiny pochází z roku 1526.
Poslední pozdně gotickou etapu vývoje kostela lze klást do druhé poloviny 80. let 15. století. Svědčí o tom dochované letopočty na kamenných článcích v různých starších částech kostela.

### Období renesance
Renesanční úpravy kostela souvisejí především s jeho přestavbou po ničivém požáru v roce 1560. Jejich bezprostředním dokladem je zaklenutí podvěží se štukovou výzdobou a pravděpodobně i částečně pozměněný původní středověký půdorys s hypotetickým zamýšleným zaklenutím nových prostor. V této době byla na západním průčelí dvoulodního kostela přestavěna dnešní věž. Průběh dobové přestavby dokládají značky a nápisy na nárožích věže.

### 18. století
V roce 1709 proběhla rekatolizace zámeckého kostela, která byla spojena s novým vysvěcením kaple v karneru. Karner je považován za nejstarší dochovanou stavbu v hradním areálu. Je postaven na kruhovém půdorysu. Jeho spodní část sloužila k ukládání kostí ze starších hrobů v okolí kostela a horní část sloužila jako kaple. Původně byla kaple zasvěcena svatému Michalovi, později v roce 1430 svatému Ondřejovi. Kaple má gotický vstupní portál, který je konstrukčně spojen s jednoduše profilovaným soklem kostnice. Stěny kaple zdobí gotické malby s výjevy ze života svatého Erasma.

### Barokní období
Nejstarší barokní úpravu přilby ze západní věže kostela připomíná kamenná deska na jižní stěně s nápisem 1715.

### 19. století
Poslední obnovou, která upravila vnější vzhled a celkovou siluetu kostela do dnešní podoby, byla rozsáhlá rekonstrukce v 80. letech 19. století. O návrat ke gotické podobě se pokusil mistr Ferenc Storno. Vytvořil nové omítky na fasádách s iluzivními kvádry a na vrchol věže nasadil vysokou valbovou střechu se čtyřmi bočními věžičkami. V interiéru došlo k částečným úpravám, a to vybudováním nové varhanní tribuny ve dvojlodí, stávajících kamenných balustrád s římsami, vřetenových schodišť a nového trojdílného okna z prostoru klenotnice (nad sakristií) do presbytáře.
Storno se snažil stylově sjednotit nesourodé interiéry. Stylově různorodé vybavení bylo nahrazeno novými novogotickými prvky ze Stornovy dílny: vitrážovými okny, dřevěnými křídlovými oltáři s pozlacenými a malovanými architektonickými nástavbami a deskovými malbami, baldachýnem kazatelny, dřevěnou konstrukcí schodiště na kazatelnu, truhlářskými pracemi (vyřezávané dveře, lavice v lodi) a kamennými plastikami na pilířích lodi a na fasádě jižního kněžiště. Novogotické kamenné prvky byly rovněž osazeny a starší dřevěné detaily byly natřeny. Tato obnova bohužel znamenala také odstranění umělecky hodnotných děl.

### 20. století
V první polovině 20. století pokračovaly na hradním kostele konzervační práce. Již v roce 1922 byl na základě prohlídky konzervátora Jindřicha Čapka mladšího (1876–1927) vypracován program památkové obnovy. Předpokládal rozsáhlou sanaci vnějších fasád, statické zajištění západní věže a konzervaci novogotického interiéru. Práce na projektu byly zahájeny pod odborným dohledem Václava Mencla v roce 1930.
Ve druhé polovině 20. století (od roku 1976) byl areál kremnického hradu na dlouhou dobu uzavřen pro veřejnost v souvislosti se statickým zajištěním trhlin ve zdivu věže a kostelní lodi i jednotlivých hradních budov. Současně probíhal archeologický výzkum pod vedením Jozefa Hošše (Filozofická fakulta Univerzity Komenského v Bratislavě).
Postupně byly dokončeny všechny práce na kostele svaté Kateřiny a v roce 1992 byl zpřístupněn veřejnosti. Po dvou desetiletích obnovy byl v prosinci 1996 veřejnosti zpřístupněn zbytek hradního komplexu a jeho expozice.

## Exteriér
Hradní kostel svaté Kateřiny je centrální částí městského hradu Kremnica, kolem kostela je dvojité opevnění s baštami, rotundou, hodinovou věží, severní branou a novějším schodišťovým vstupem z jižní strany. Obvodové zdi kostela pocházejí z původní výstavby, datované kolem roku 1400.

### Věž
Dominantou exteriéru kostela je západní věž, která byla postavena ve středověku, pravděpodobně jako samostatná součást opevnění bez jakékoli souvislosti s kostelem. Fasády věže hradního kostela mají horizontální členění jednotlivých pater s kamennými římsami a připomínají podobné řešení fasád sousední tzv. hodinové (Malé) věže. Jsou pokryty omítkou s iluzivním kvádrováním. Kamenná figurální plastika osazená na konzole vystupující z římsy na jihozápadním nároží kostelní věže pravděpodobně souvisí s postavami čertů na žebrech klenby presbytáře. Kostelní věž má vysokou valbovou střechu se čtyřmi bočními věžičkami. Okna věže mají plné půlkruhové oblouky. Po staletí byla věž sídlem strážců, kteří ohlašovali nebezpečí. Dnes strážní místnost funguje jako expozice a nabízí nejkrásnější výhled na město Kremnica a okolí. Na vrchol věže vede 127 kamenných schodů.

### Presbytář, kaple a vstup
Presbytář má pět opěrných pilířů se stříškou. Mezi pilíři jsou vitrážová okna s lomenými oblouky. Pod okny je celý obvod presbytáře lemován římsou. Opěrné pilíře jsou také v přední části lodi - po stranách a dva nárožní pilíře.
Na severní straně je k presbytáři připojena sakristie, která má rohový pilíř a na každé straně jedno vitrážové okno. Sakristie má pultovou střechu. Na rohu presbytáře a sakristie je malá věžička, která obsahuje točité schodiště. V jižním rohu presbytáře se nachází také věžička.
Na severní a jižní fasádě jsou kaple. Jižní kaple má sedlovou střechu, severní kaple má valbovou střechu. Na stěně jižní kaple jsou dvě dvojice vitrážových oken s lomenými oblouky, nad nimi trojice zazděných oken, případná nika.
Vedle jižní kaple je vystupující část s arkádou, vstupním portálem a valbovou střechou, uplatněny jsou křížové klenby. Ve sloupu arkády je umístěna socha Ježíše Krista. Fasáda vstupní části je řešena odlišně od zbytku kostela - není omítnutá, ukazuje obnažené kamenné kvádry.

## Interiér

### Presbytář
V presbytáři i v klenbě oratoře použitá síťová klenba s motivem kruhového pohybu žeber dosedá na objímavé vidlicové patky připomínající tvar vlaštovčího ocasu. Tento typ patky se nazývá kremnická patka. Síťová klenba má na svorníku letopočet 1488, kdy byla nová svatyně vysvěcena. Pole klenby svatyně zdobí obrazy svatých, uprostřed jsou čtyři evangelisté a 12 apoštolů, Otec, Syn a Duch svatý, na stěnách jsou kamenné epitafy. V rozích svatyně jsou na žebrech neobvyklé lidské a zvířecí postavy, zobrazující Krista, snad donátory nebo proroky a evangelisty, a jako jejich protějšek dvojice ďáblů. Na konci presbytáře je klenutý vzor doplněn figurální výzdobou v podobě dvojice bust. Motiv objímavých patek byl v době dostavby hradního kostela novinkou, kterou používali významní rakouští a švábští stavitelé jako Anton Pilgram nebo Konrad Roriczer.

### Dvoulodí
Loď kostela má klenbu s kamennými žebry a novogotickou pásovou výmalbu v polích, částečně s rostlinnými motivy. Obraz klenby, promítnutý do půdorysu, upozorňuje svým obkružujícím motivem na straně u triumfálního oblouku na výchozí typ tzv. českých hal, zprostředkovaný zde dílnami působícími v Rakousku.
K triumfálnímu oblouku je připojena kamenná kazatelna, pocházející z období renesance, spočívající na sloupu s korintskou hlavicí, zatímco stěny kazatelny člení lineární obložení. Zajímavým detailem renesanční křtitelnice z růžového mramoru s pozdně gotickým stářím, díla nejvýznamnějšího kremnického medailéra Krištofa Füssela, je figurální konzola v podobě mužské polopostavy se sepjatýma rukama v modlitbě, pocházející ze 16. století.
Na střední arkádě s dvojicí pilířů spočívá klenba prostoru s poli křížových žebrových kleneb, které v místě přechodu do svatyně přecházejí v trojúhelníkové oblouky. Inovativní systém klenby je doplněn bohatě zdobenými morfologickými prvky (dekorace s "vlnitými listy", tzv. kolenní konzoly a stříšky na bočních stěnách pilířů arkády).
Do severní a jižní oratoře vedou točité kamenné schody, varhany jsou umístěny na kůru na západní straně lodi.

### Oltáře
Oltářní výzdobu kostela dnes tvoří pět oltářů z konce 19. století. Hlavní oltář (svatostánek), oltář svaté Anny (jižní kaple), oltář svatého Josefa (jižní strana triumfálního oblouku), oltář Panny Marie (severní strana triumfálního oblouku), oltář svatého Kříže (severní kaple) mají na viditelných místech vsazený autorský podpis stavitele a malíře Ference Storna. Storno byl autorem jejich návrhů a podle data namalovaného na oltářních deskách byly zhotoveny v letech 1884–1885 v jihotyrolských dílnách. Pro kremnický farní kostel Storno zvolil typický gotický model - křídlový oltář s menzou, predelou a centrální skříní s pohyblivými bočními křídly.

### Koncept
Od jižní kaple směrem k severní je patrná základní koncepční myšlenka - svědectví o pozemském bytí Krista. Významová linie začíná odkazem na neposkvrněné početí Panny Marie (oltář sv. Anny), které bylo předpokladem početí Vykupitele. Další oltář se svatým Josefem, Ježíšovým otcem, který je zároveň patronem rodiny, pokračuje a vytváří přímou souvislost s bočním oltářem Madony na půlměsíci, tj. s Ježíšovým narozením. Linii uzavírá Vykupitelova oběť na kříži (oltář sv. Kříže).
Jižní kapli dominuje oltář svaté Anny, jehož ústředním motivem je postava matky Panny Marie, neboť neposkvrněné bylo i početí Matky Boží v lůně svaté Anny. Proto je to právě tato světice, která drží v náručí malé žehnající dítě Ježíše.
V severní kapli se nachází samostatný oltář, který uzavírá výše zmíněnou koncepci oltářních sestav se smrtí Vykupitele na kříži. Ježíše zde tradičně doprovází jeho matka a nejmladší z apoštolů, svatý Jan.
Kaple Narození Páně byla původně půlkruhovou východní baštou, v korvínském období stavebně upravenou do podoby polygonálního presbytáře nové kaple. V letech 1611–1612, v době hrozby tureckého vpádu, byl presbytář východní kaple přestavěn na obrannou baštu (tzv. Hornickou baštu).

### Sochy
Dvě malé gotické sochy umístěné na jižní straně dvojlodí zobrazují hlavní patronky horníků, svatou Barboru s věží a svatou Kateřinu s kolem. Původně byly zamýšleny jako figurální výzdoba oltářní architektury.
Trojice pozdně gotických soch zobrazujících ženské postavy je nyní umístěna pod emporou kostela. Jsou to Svatá Helena - atribut kříže, neznámá světice nebo Panna Maria - bez atributu a svatá Alžběta - džbán a koš s almužnou pocházejí pravděpodobně ze špitálního kostela svaté Alžběty v Kremnici. Dobře propracované detaily oděvů a realističnost tváří navazují na práci vídeňské dílny Nicolase Gerhaerta z Leydenu. Na konci 15. století tvořily součást svatostánku, pravděpodobně jako ústřední výzdoba hlavního nebo bočního oltáře.
V severozápadním rohu dvojlodí pod tribunou se nachází originál samostatné monumentální sochy Panny Marie, takzvané Immaculaty, pocházející z druhé poloviny 18. století.

### Vitráže
Po rozsáhlých regotizačních úpravách se ve všech okenních otvorech ocitly dodnes téměř kompletně dochované vícebarevné vitráže zhotovené v duchu módní novogotiky, složené z čirého nebo barevného skla zakončeného chevronem (černou linkou) spojovaného klasickou technikou - olověnou páskou.
Do menších okenních otvorů (např. dvoupatrové sakristie) osadili výplně z kruhových terčů evokujících utilitární středověké umění. V impozantních štíhlých gotických oknech se středovým prutem a kružbou na vrcholu, osvětlujících boční kaple a loď, použili opět pestrobarevné dekorativní vitráže s přísně symetrickým kobercovým vzorem rostlinných a geometrických prvků. Vitrážová výzdoba vrcholí formou i obsahem ve svatyni kostela, kde pět gotických oken polygonálního presbytáře s kobercovými dekorativními plochami oživují přesně zvolené figurální motivy.
Na spodní straně jedné z tabulí na jižní straně svatostánku je totožný nápis, který spolu s časovým údajem informuje o tvůrci návrhů vitrážové výzdoby kostela svaté Kateřiny, synovi Ference Strany, Kolomanovi, a jejich zhotoviteli, Augustinu Vermesovi. Víme tedy, že Koloman, který se rovněž aktivně podílel na přestavbě kostela, vypracoval návrhy kolem roku 1884 a samotné vitráže dodal Vermes, sklář a malíř ze Šoproně, v roce 1885. Současný pamětník přestavby Pavol Križko se v souvislosti s vitrážemi zmiňuje také o jihotyrolské firmě, ale její angažmá není archivováno ani podepsáno.

### Epitafy městského hradu
Na vnitřním a vnějším plášti kostela svaté Kateřiny a na věži s hodinami se nachází celkem 10 historických náhrobků, tzv. epitafů, vždy s nápisem a erbem zemřelého (většinou vysokých úředníků báňské společnosti a mincovny). Pocházejí z let 1603 až 1829 a kromě latinských a německých textů jsou na nich i zajímavá sochařská vyobrazení, zejména erby.

### Varhany
V kostele svaté Kateřiny v Kremnici se nacházejí významné kvalitních varhany, postavené v roce 1992 firmou Rieger-Kloss z Krnova pod opusovým číslem 3640. Kromě církevních účelů slouží varhany také pro potřeby muzea, které pravidelně pořádá varhanní koncerty předních domácích i zahraničních interpretů a posluchačů konzervatoře. V létě je muzeum spolupořadatelem známého Kremnického hradního varhanního festivalu, v zimě jsou oblíbené pravidelné předvánoční koncerty.

## Galerie

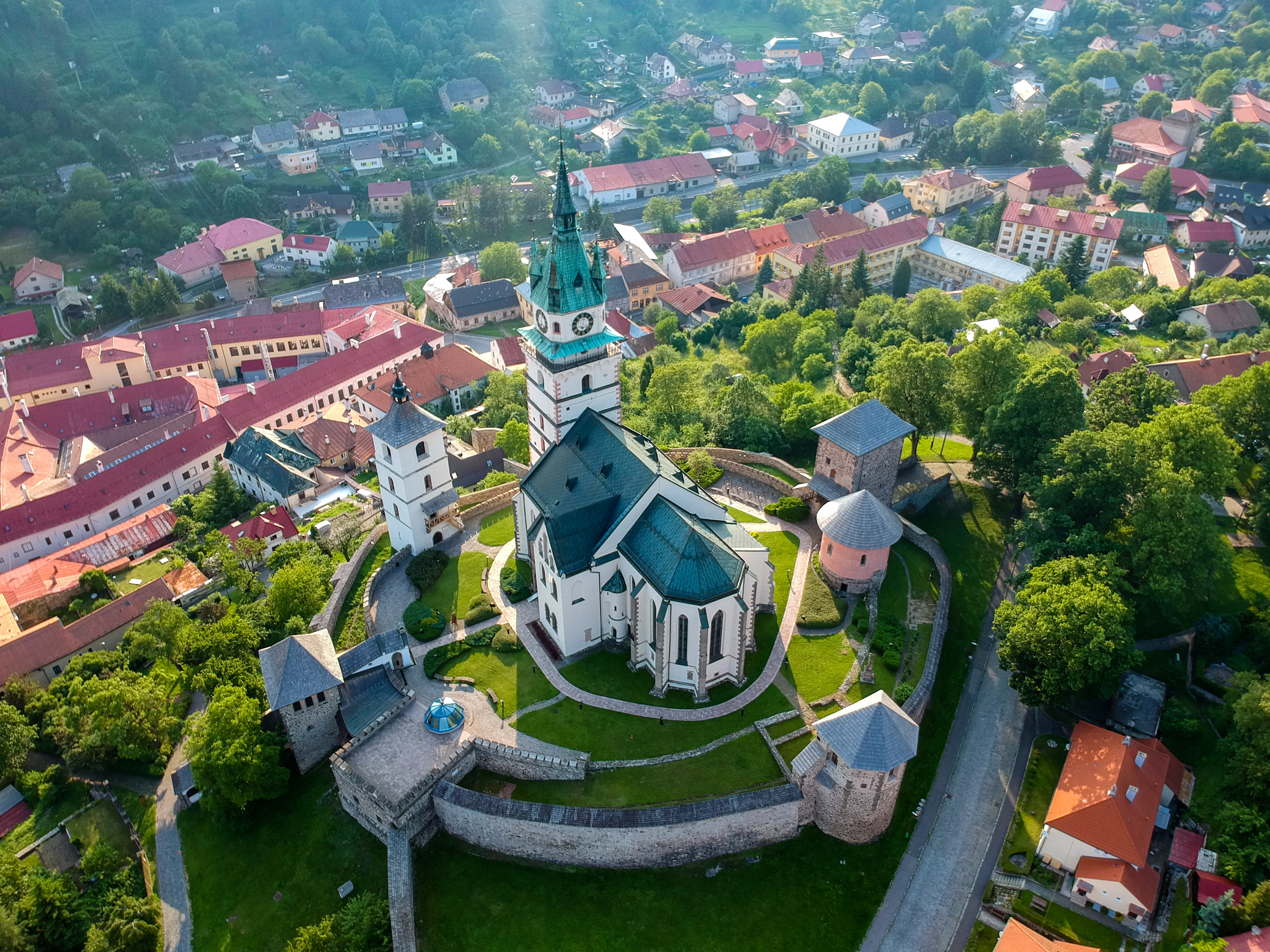
Pohled z ptačí perspektívy
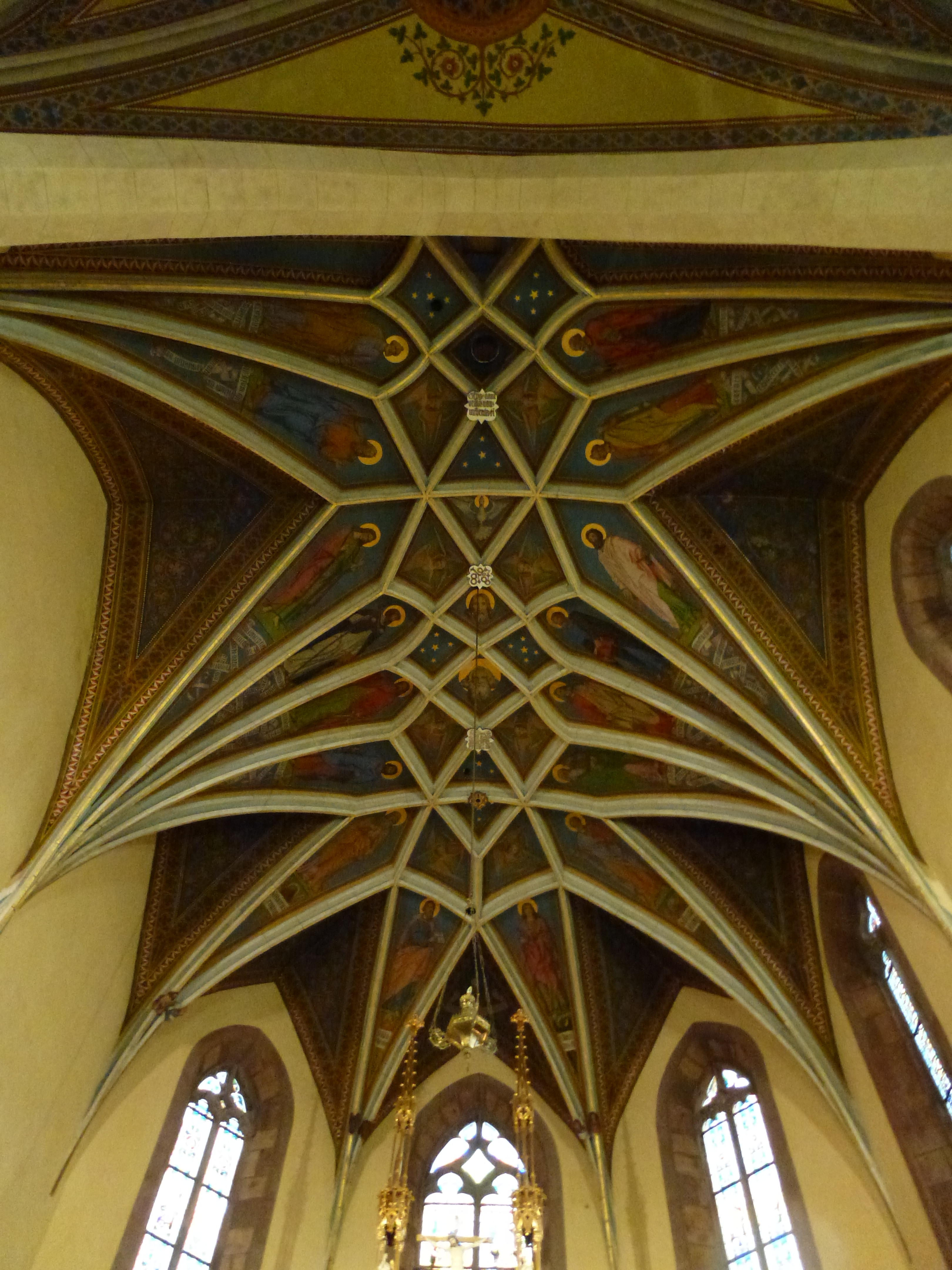
Síťová klenba presbytáře
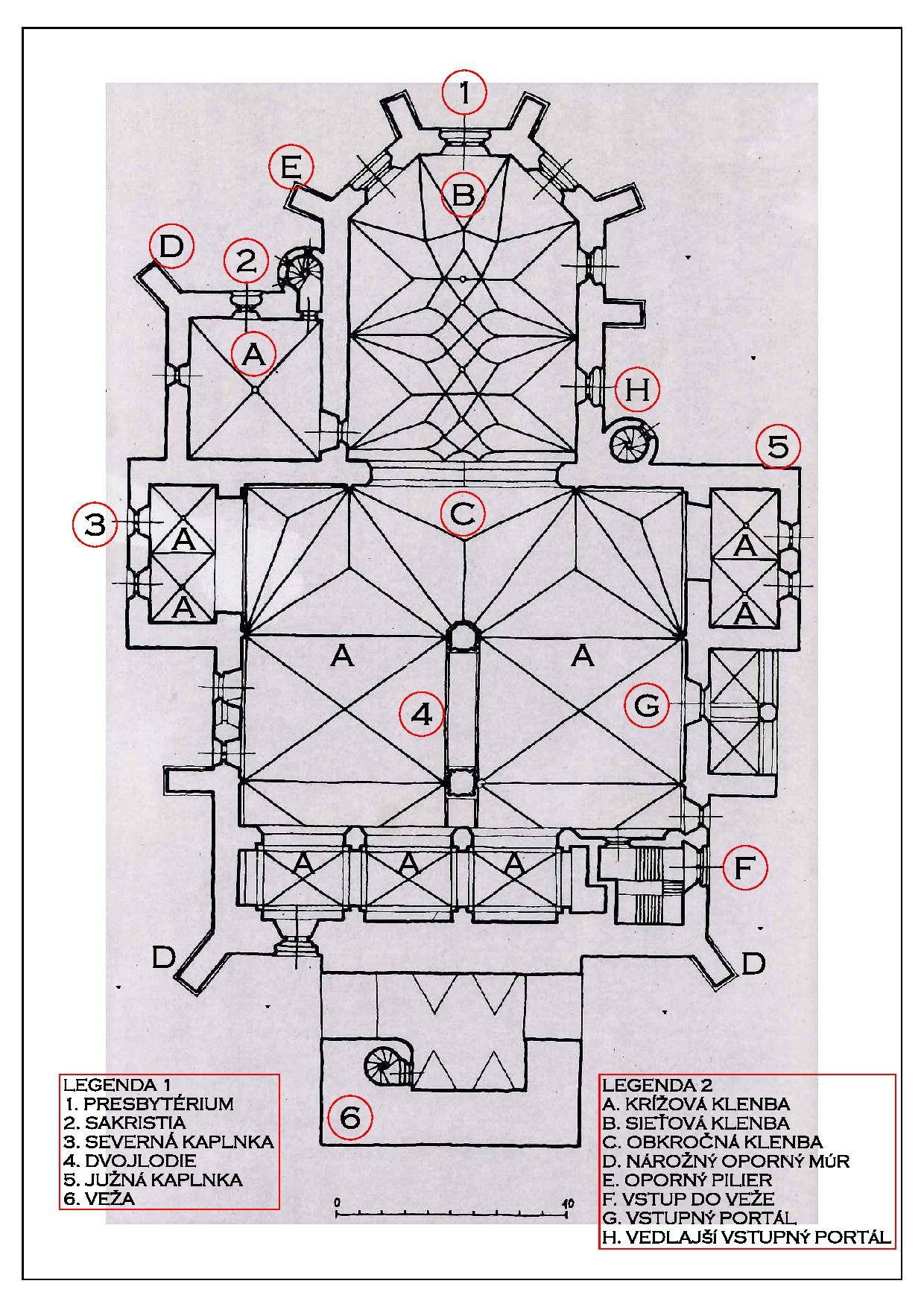
Půdorys
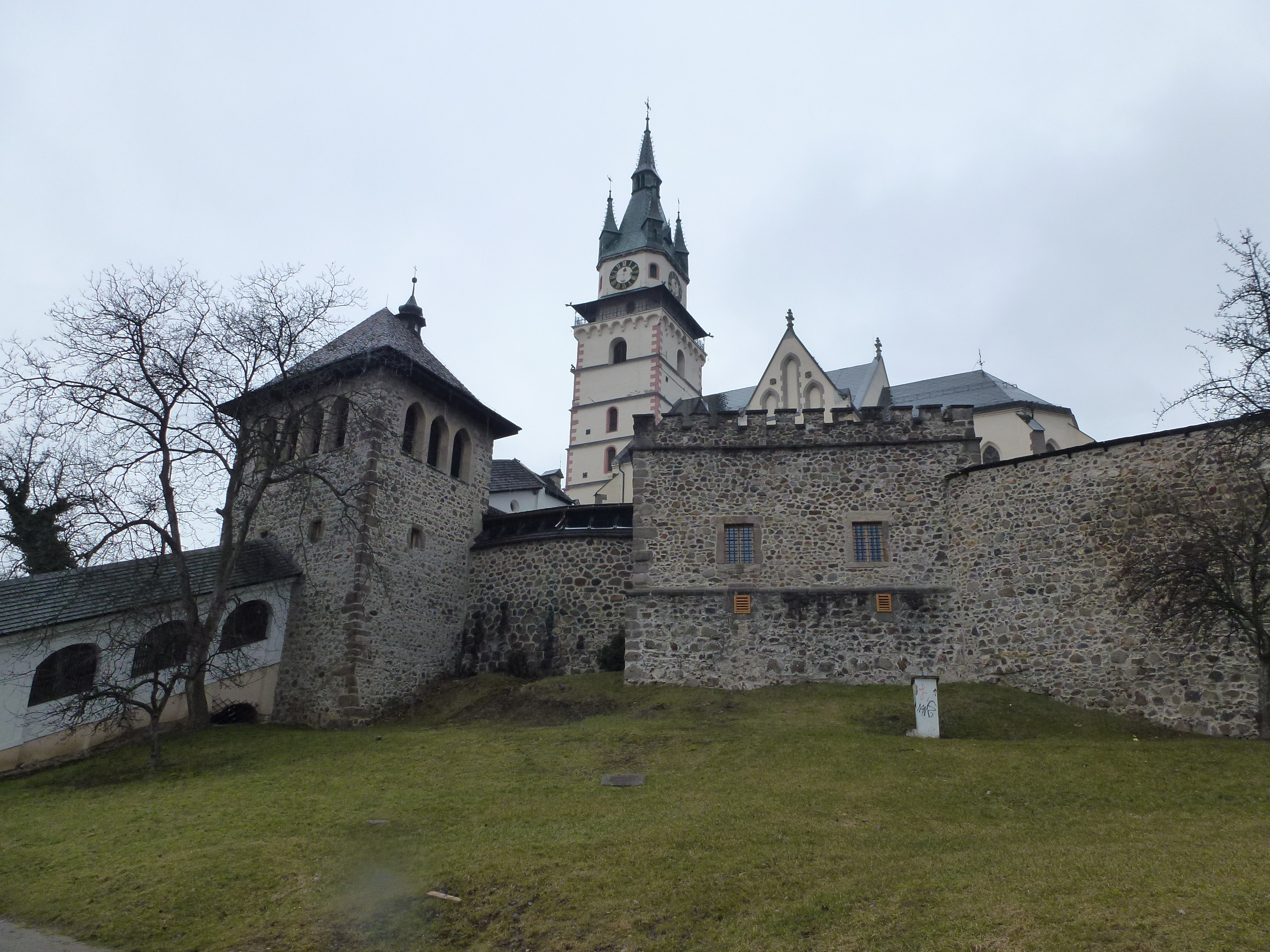
Pohled na kostel
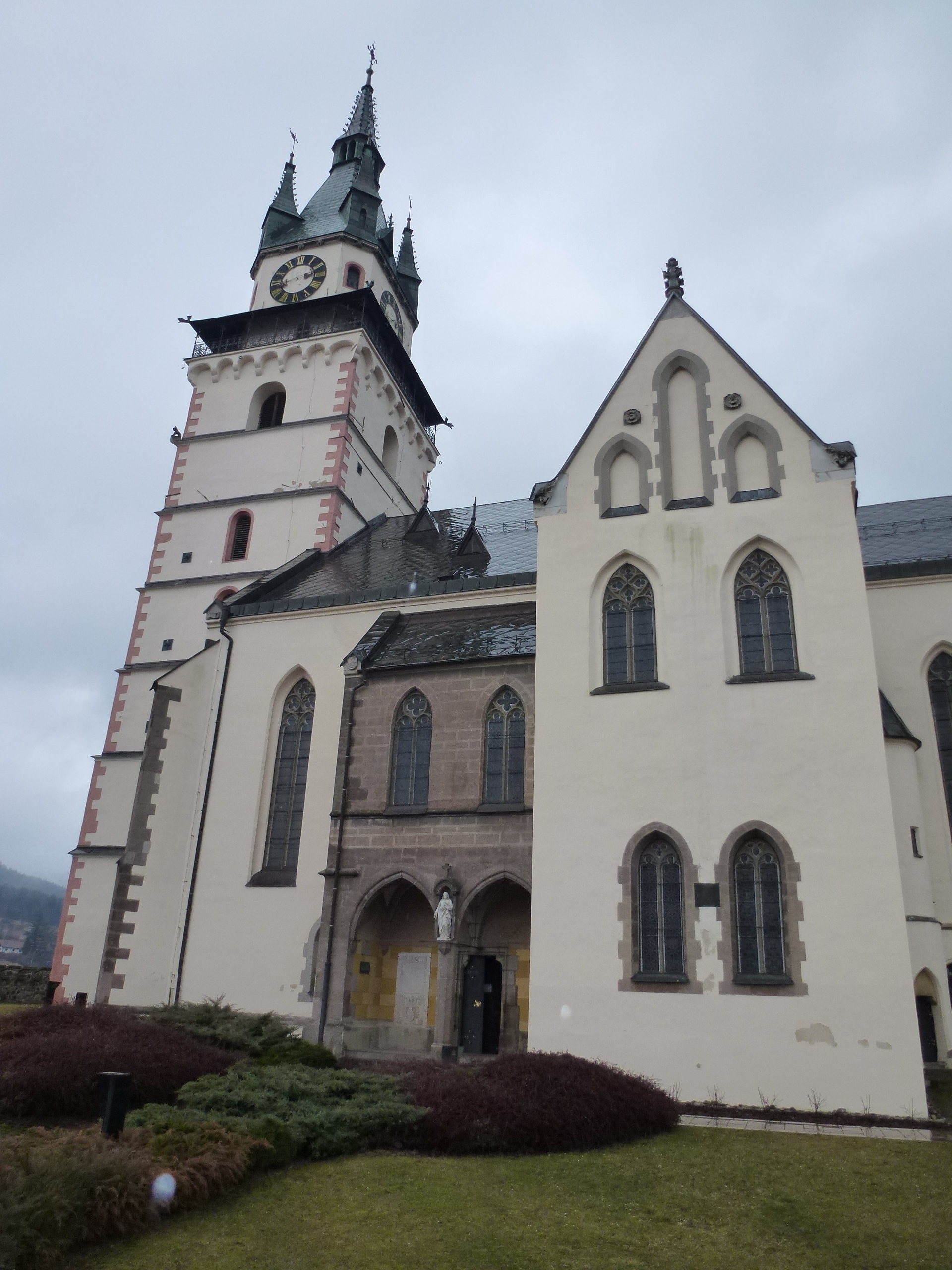
Jižní průčelí